# Abdas
Abdas is een geslacht van halfvleugeligen uit de familie Aphrophoridae. De wetenschappelijke naam van dit geslacht is voor het eerst geldig gepubliceerd in 1916 door Distant.

## Soorten
Het geslacht Abdas  is monotypisch en omvat slechts de volgende soort:
- Abdas nuncupatus Distant, 1916